# Mistrzostwa Świata w Kolarstwie Przełajowym 2009
60. Mistrzostwa Świata w Kolarstwie Przełajowym 2009 odbyły się w holenderskiej miejscowości Hoogerheide, w dniach 31 stycznia - 1 lutego 2009 roku.

## Medaliści
| Konkurencja:                | Złoto:            | Czas      | Srebro:             | Czas     | Brąz:             | Czas     |
| Klasyfikacja mężczyzn       |                   |           |                     |          |                   |          |
| Elite (1 lutego 2009)       | Niels Albert      | 1:02:24 h | Zdeněk Štybar       | + 0:22 m | Sven Nys          | + 0:38 m |
| U-23 (31 stycznia 2009)     | Philipp Walsleben | 52:48 m   | Christoph Pfingsten | + 0:21 m | Paweł Szczepaniak | + 0:21 m |
| Juniorzy (31 stycznia 2009) | Tijmen Eising     | 40:06 m   | Corné van Kessel    | + 0:25 m | Alexandre Billon  | + 0:25 m |
| Klasyfikacja kobiet         |                   |           |                     |          |                   |          |
| Elite (1 lutego 2009)       | Marianne Vos      | 42:39 m   | Hanka Kupfernagel   | + 0:01 m | Katherine Compton | + 0:02 m |

## Szczegóły

### Zawodowcy
| Medal | Zawodnik            | Narodowość | Czas      |
| ----- | ------------------- | ---------- | --------- |
|       | Niels Albert        | Belgia     | 1:02:24 h |
|       | Zdeněk Štybar       | Czechy     | + 0:22    |
|       | Sven Nys            | Belgia     | + 0:38    |
| 4     | Bart Wellens        | Belgia     | + 1:10    |
| 5     | Francis Mourey      | Francja    | + 1:23    |
| 6     | Kevin Pauwels       | Belgia     | + 1:23    |
| 7     | Sven Vanthourenhout | Belgia     | + 1:24    |
| 8     | Simon Zahner        | Szwajcaria | + 1:24    |
| 9     | Steve Chainel       | Francja    | + 1:24    |
| 10    | Klaas Vantornout    | Belgia     | + 1:24    |

### U-23
| Medal | Zawodnik            | Narodowość | Czas    |
| ----- | ------------------- | ---------- | ------- |
|       | Philipp Walsleben   | Niemcy     | 52:48 m |
|       | Christoph Pfingsten | Niemcy     | + 0:21  |
|       | Paweł Szczepaniak   | Polska     | + 0:21  |
| 4     | Cristian Cominelli  | Włochy     | + 0:21  |
| 5     | Sascha Weber        | Niemcy     | + 0:24  |
| 6     | Quentin Bertholet   | Belgia     | + 0:25  |
| 7     | Guillaume Perrot    | Francja    | + 0:29  |
| 8     | Ramon Sinkeldam     | Holandia   | + 0:30  |
| 9     | Clément Bourgoin    | Francja    | + 0:30  |
| 10    | Marek Konwa         | Polska     | + 0:33  |

### Juniorzy
| Medal | Zawodnik                | Narodowość | Czas    |
| ----- | ----------------------- | ---------- | ------- |
|       | Tijmen Eising           | Holandia   | 40:06 m |
|       | Corné van Kessel        | Holandia   | + 0:25  |
|       | Alexandre Billon        | Francja    | + 0:25  |
| 4     | Wietse Bosmans          | Belgia     | + 0:25  |
| 5     | Lars van der Haar       | Holandia   | + 0:25  |
| 6     | Luca Braidot            | Włochy     | + 0:26  |
| 7     | Jan Nesvadba            | Czechy     | + 0:26  |
| 8     | Daniele Braidot         | Włochy     | + 0:26  |
| 9     | Sean De Bie             | Belgia     | + 0:26  |
| 10    | Michiel van der Heijden | Holandia   | + 0:26  |

### Kobiety
| Medal | Zawodnik             | Narodowość        | Czas    |
| ----- | -------------------- | ----------------- | ------- |
|       | Marianne Vos         | Holandia          | 42:39 m |
|       | Hanka Kupfernagel    | Niemcy            | + 0:01  |
|       | Katherine Compton    | Stany Zjednoczone | + 0:02  |
| 4     | Sanne van Paassen    | Holandia          | + 0:29  |
| 5     | Caroline Mani        | Francja           | + 0:29  |
| 6     | Sanne Cant           | Belgia            | + 0:29  |
| 7     | Daphny van den Brand | Holandia          | + 0:30  |
| 8     | Mirjam Melchers      | Holandia          | + 0:30  |
| 9     | Eva Lechner          | Włochy            | + 0:31  |
| 10    | Maryline Salvetat    | Francja           | + 0:31  |

## Tabela medalowa
| Miejsce | Państwo  |   |   |   |   |
| ------- | -------- | - | - | - | - |
| 1.      | Holandia | 2 | 1 | 0 | 3 |
| 2.      | Niemcy   | 1 | 2 | 0 | 3 |
| 3.      | Belgia   | 1 | 0 | 1 | 2 |
| 4.      | Czechy   | 0 | 1 | 0 | 1 |
| 5.      | Francja  | 0 | 0 | 1 | 2 |
| 5.      | Polska   | 0 | 0 | 1 | 1 |
| 5.      | USA      | 0 | 0 | 1 | 1 |